# Phryno interdicta
Phryno interdicta là một loài ruồi trong họ Tachinidae.